# Catching Rays on Giant
«Catching Rays On Giant» — первый коммерческий альбом немецкой музыкальной группы Alphaville за последние 13 лет, был выпущен 19 ноября 2010 года. Альбому предшествовал выход сингла «I Die For You Today» в октябре.

## Об альбоме
Catching Rays On Giant был сразу представлен в различных форматах — загрузка в электронном виде, обычный CD диск, комплект CD и DVD с дополнительными бонусными треками и видеоматериалом, а также виниловый носитель. DVD издание примечательно документальным фильмом «Audiovision», который записан, помимо обычного, ещё и в 3D формате, для просмотра которого издание включает в себя ещё и стереоскопические очки. Виниловое издание было подписано Марианом Гольдом на лицевой стороне. Одну из песен на альбоме исполняет Мартин Листер.
18 ноября в поддержку альбома группа выступила в берлинском клубе «Quasimodo», где сыграла «Unplugged Set» для своих самых близких друзей и преданных поклонников.

## Список композиций

### CDиздание
| №   | Название                                       | Длительность |
| --- | ---------------------------------------------- | ------------ |
| 1.  | «Song For No One»                              | 3:31         |
| 2.  | «I Die For You Today»                          | 3:47         |
| 3.  | «End Of The World»                             | 3:58         |
| 4.  | «The Things I Didn't Do»                       | 4:40         |
| 5.  | «Heaven On Earth (The Things We've Got To Do)» | 4:44         |
| 6.  | «The Deep»                                     | 4:23         |
| 7.  | «Call Me»                                      | 3:46         |
| 8.  | «Gravitation Breakdown»                        | 4:15         |
| 9.  | «Carry Your Flag»                              | 4:53         |
| 10. | «Call Me Down»                                 | 4:30         |
| 11. | «Phantoms»                                     | 3:39         |
| 12. | «Miracle Healing»                              | 5:04         |

### CD/DVDиздание
CD
| №   | Название                                       | Длительность |
| --- | ---------------------------------------------- | ------------ |
| 1.  | «Song For No One»                              | 3:31         |
| 2.  | «I Die For You Today»                          | 3:47         |
| 3.  | «End Of The World»                             | 3:58         |
| 4.  | «The Things I Didn't Do»                       | 4:40         |
| 5.  | «Heaven On Earth (The Things We've Got To Do)» | 4:44         |
| 6.  | «The Deep»                                     | 4:23         |
| 7.  | «Call Me»                                      | 3:46         |
| 8.  | «Gravitation Breakdown»                        | 4:15         |
| 9.  | «Carry Your Flag»                              | 4:53         |
| 10. | «Call Me Down»                                 | 4:30         |
| 11. | «Phantoms»                                     | 3:39         |
| 12. | «Miracle Healing»                              | 5:04         |
| 13. | «I Die For You Today»                          | 3:33         |
| 14. | «Call Me»                                      | 3:29         |
| 15. | «Fallen Angel»                                 | 3:34         |
| 16. | «Forever Young 2001»                           | 4:21         |

DVD
| №  | Название              | Длительность |
| -- | --------------------- | ------------ |
| 1. | «Audiovision»         | 33:18        |
| 2. | «Audiovision»         | 33:18        |
| 3. | «I Die For You Today» | 3:44         |

### Издание на виниле
Сторона А:
| №  | Название                                       | Длительность |
| -- | ---------------------------------------------- | ------------ |
| 1. | «Song For No One»                              | 3:31         |
| 2. | «I Die For You Today»                          | 3:47         |
| 3. | «End Of The World»                             | 3:58         |
| 4. | «The Things I Didn't Do»                       | 4:40         |
| 5. | «Heaven On Earth (The Things We've Got To Do)» | 4:44         |
| 6. | «The Deep»                                     | 4:23         |

Сторона Б:
| №  | Название                | Длительность |
| -- | ----------------------- | ------------ |
| 1. | «Call Me»               | 3:46         |
| 2. | «Gravitation Breakdown» | 4:15         |
| 3. | «Carry Your Flag»       | 4:53         |
| 4. | «Call Me Down»          | 4:30         |
| 5. | «Phantoms»              | 3:39         |
| 6. | «Miracle Healing»       | 5:04         |

## Синглы с альбома

### I Die For You Today
«I Die For You Today» — сингл группы Alphaville, релиз которого состоялся 22 октября 2010 года. Первый новый сингл после многолетнего перерыва.
Оригинальный текст для песни был написан давним поклонником группы по имени The Outsider, и опубликован в официальном мейл-листе ещё в 2001 году. Позже Мариан Гольд переписал слова для песни заново…
Композиции (Track Listing) 

CD single — Номер по каталогу: 06025 2750243 4
1. I Die For You Today — (3:47)
2. I Die For You Today (Acoustic version) — (3:34)

Сингл достиг 15 места в чарте Германии, 64 места в Австрии. Это первое попадание в чарты после 1994 года.

### Song For No One
«Song For No One» — сингл группы Alphaville, релиз которого состоялся 4 марта 2011 года. Второй сингл с альбома «Catching Rays on Giant».
Композиции (Track Listing) 

CD single — Номер по каталогу: 06025 2762649 9
1. Song For No One — (3:31)
2. Unplugged Medley — (16:08)

## Позиции в чартах

### Альбом
| Чарт                     | ЛП |
| ------------------------ | -- |
| German Album Charts      | 9  |
| Musicload Charts Тор 100 | 5  |
| Top50 Album — MTV        | 9  |

### Синглы
| Год  | Сингл               | Чарт              | ЛП |
| ---- | ------------------- | ----------------- | -- |
| 2010 | I Die For You Today | Hitlist Germany   | 23 |
| 2010 | I Die For You Today | Pop German Charts | 21 |
| 2010 | I Die For You Today | Musicload Top 100 | 23 |